# Alma (Kansas)
Alma è un comune degli Stati Uniti d'America, situato nello Stato del Kansas, nella Contea di Wabaunsee, della quale è il capoluogo.